# 반젤리스
반젤리스(Vangelis, 그리스어: Βαγγέλης 방겔리스[*], 1943년 3월 29일~2022년 5월 17일) 또는 에방겔로스 오디세아스 파파타나시우(Evangelos Odysseas Papathanassiou, 그리스어: Ευάγγελος Οδυσσέας Παπαθανασίου [evˈaɲɟelos oðiˈseas papaθanaˈsiu])는 그리스의 신시사이저 연주자이자 작곡가이다.

## 요약
1961년도부터 2022년까지 활동한 음악가이다.
미국에서는 영화 '불의 전차'의 음악이 1982년 3월 3일에 발표된 제54회 아카데미 상 정규 작곡상을 수상. 같은 해 빌보드 앨범 및 싱글 차트 1위를 차지. 싱글 5월 8일까지 1위. 또한 1982년 리들리 스콧 감독 영화 '블레이드 러너'의 음악을 담당했다.
활동 거점을 유럽으로 잡은 그는 1974년 결성된 예스에의 가입 소동 이전부터 솔로 앨범을 발매했다. 1992년 리들리 스콧 감독 작품 '1492 콜럼버스'의 음악이 독일에서 앨범이 100만 장, 싱글 컷 된 1492 콜럼버스가 150만 장 팔린 다른 유럽 17개국에서 골드 디스크, 플래티넘 디스크를 획득하여 '불의 전차'를 능가하는 히트를 쳤다.
정규 앨범 외에 영화 음악 앨범의 다른 TV 다큐멘터리, 연극 음악, 무용 음악 등도 다수 작곡하고 있다. 칼 세이건 제작의 TV 다큐멘터리 'COSMOS'에서 그의 음악이 사용되었다(테마곡으로 사용된 앨범 '천국과 지옥'에서 한 구절, 앨범 '반사율 0.39'에 수록되는 "알파" 등).
최근에는 순수 음악 활동 보다 국제 이벤트와 관련된 활동을 하는데, 2000년 시드니 올림픽 폐막식에 호주에서 그리스에 올림픽 깃발을 인수할 때 음악과 지휘를 담당, 또한 2004년 아테네 올림픽에서는 공식 엠블럼에 수반되는 로고 음악도 다루고 있다. 또한 2001년 NASA의 화성 탐사 계획의 하나인 2001 마스 오디세이의 테마 음악을 담당, 관련하여 아테네의 제우스 신전에서 실시되는 라이브 이벤트 "Mythodea"를 다루는 등의 활동을 했다.

## 생애
그리스 중부의 항구 도시 볼로스에서 화가인 아버지와 음악가인 어머니 사이에서 태어났다. 4세부터 독학으로 피아노와 작곡을 시작, 6세에 자작 리사이틀을 열었다고 전해진다. 고교 시절부터 전문적인 음악 활동을 시작, 재즈에서 바이브와 피아노, 오르간 등을 연주했다. 고교 졸업 후, 음악 학교 등에는 진학하지 않고 예술 학교에서 영화와 미술을 배웠다. 또한, 음악 이론은 아리스토텔레스라는 인물에게 개인 교습을 받았다고 한다.
1963년 아테네에서 팝 밴드 "포밍스"를 결성, 다수의 싱글을 발표, 그리스 국내에서 히트한다.
다음, 데미스 루소스(Demis Roussos, 베이스, 보컬), 루카스 시데라스(Loukas Sideras, 드럼), 아기리스 코로리스(Argyris Koulouris, 기타) 등과 'The Papathanassiou Set'을 결성, 가수활동을 시작한다.
1967년에 '5000 Lies'의 음악으로 처음으로 영화 작품에 관한 작품을 쓴다.
1968년 군사 쿠데타를 계기로 데미스, 루카스와 영국 런던을 중심으로 활동하려 했으나, 시대적 상황으로 프랑스 파리에 남았다. 어쩔 수 없이 3명은 파리에서 아프로디테스 차일드(Aphrodite's Child)를 결성, 싱글 "Rain and Tears"를 발표했는데 뜻밖에 큰 성공을 거두었다. 그래서 음반사와 정식 계약 후 "I Want to Live", "Spring, Summer, Winter and Fall"등의 히트곡을 낳았다. 그 후 1969년 산레모 음악제에 참가, 유럽을 중심으로 인기를 모은다. 앨범 'End of the World'와 'It's Five O'Clock'을 발표 후, 음악 견해 차이로 해산한다. 그러나 1972년 마지막으로, 신약 성경의 "요한 계시록"을 소재로 한 2 Disc 앨범 '666'을 제작한다.
이후 영화 음악과 정규작품을 발표하고, 1973년에는 사실상 솔로 앨범 '지구'를 유럽에서 선보인다. 1974년 영국으로 건너가 런던에서 개인 스튜디오 NEMO를 개설, 대기업 레코드 회사 RCA 레코드와 계약을 맺고, 1975년 '천국과 지옥'을 시작으로, 전 세계를 대상으로 작품을 선보인다. 또한, 1974년 릭 웨이크먼(키보드)의 후임으로 예스(YES)에 가입하려 하였으나 여러 가지 난관으로 실패한다. 그러나 이때부터 메인 보컬리스트 존 앤더슨(Jon Anderson)과의 교제가 시작되어, 1979년 이후 존 앤 반젤리스(Jon & Vangelis)라는 이름으로 공동 작업을 하였다. 1980년대에는 영화 '불의 전차'(1981년)와 '블레이드 러너'(1982년), 그리고 일본에서는 '남극 이야기'(1983년)등의 사운드 트랙을 담당하여 화제가 된다.
1980년대 중반에 다시 파리에서 활동하였으나, 1989년 그리스에 정착하였고, 이후 아테네에 자리를 잡고 창작 활동을 계속했다.
2022년 프랑스의 병원에서 코로나19 치료를 받던 중 심부전으로 사망했다.

## 음악성
반젤리스의 음악의 특징은 주로 다음과 같은 점을 들 수 있다.

### 멜로디
반젤리스의 멜로디는 아름답고 강한 인상을 심어준다. 그리스와 지중해 동부 지역에 예부터 전해지는 5음계 선법에 기초한 멜로디를 사용하지만, 5번의 도약(도에서 솔에 : '불의 전차'의 서주 부분 등)을 즐겨 사용하는 것도 특징이다.

### 구성
교향곡과 같은 여러 악장으로 구성되는 전체 앨범이며, 앨범 전체가 하나의 콘셉트로 이어지고 있는 경우가 많다. 특히 '대지의 제례'와 '마스크', '엘 그레코' 'Mythodea'등이 각 파트에 고유한 제목을 붙이지 않고 있다.

### 작곡과 편곡
반젤리스는 악보를 읽고 쓸 수 없다고 말한 적 있다. 또한 멀티 키보드 형식으로 각종 악기를 주변에 배치하며, 즉흥적으로 연주하는 것이 반젤리스 작곡의 특징이다. 대부분의 악기를 혼자서 연주하고 스튜디오에서 다중 녹음을 한다. 또한 신시사이저를 이용하여 각 악기를 종횡으로 구사한 다채로운 중후한 편곡 양식을 취한다. 특히 "야마하 CS-80"과 각 폴리포니 오케스트라를 구성하여 곡을 쓸 때 이용한다. 또한 다양한 민족 악기와 타악기를 사용하여 독특한 색채의 느낌과 향기를 내는 곡도 많다. 반면에, 재즈적인 임프로비제이션의 전개와 현대 음악적인 실험성도 보유하고 있으며 1970년대의 라이브 공연도 대부분이 즉흥 연주였다.
이러한 작/편곡 방법을 자신은 "자발적 음악(Sponteus Music)"라고 부르고 있다.

### 장르
반젤리스 작품은 각 장르를 총망라하는 경우가 많다. 앨범 타이틀에 대한 음반사의 분류 역시 소속사와 시기에 따라 다음과 같이 차이가 있다.
- RCA 레코드 : 록('반사율 0.39' 외)
- Polydor : 신시사이저('차이나'), 록('마스크')
- 이스트 웨스트 재팬 : 팝('오셔닉')
- 유니버설 뮤직 : 팝('Odyssey - The Definitive Collection')

### 재즈 연주자로서의 반젤리스
신시사이저와 만날 때까지의 반젤리스는 주로 피아노와 오르간, 바이브, 퍼커션 등을 연주했다.
1964~65년경에 그리스의 재즈 피아니스트 George Theodossiadis의 콰르텟에서 바이브를 연주했는데 그리스에서 CD화되었다(Legend / El Capitan 2201556072).
스탠더드 넘버부터 보사노바까지 다양한 장르에서 탁월한 음악을 들려주었다.
반젤리스 음악 사상 가장 오래된 기록으로 보인다.

## 주요 작품
반젤리스 작품은 엄청나지만, 그 중에서도 명작으로 불리는 작품 또는 반젤리스에게 전환점이 된 작품이 존재한다(본문에 포함된 차트 순위는 '디렉트' 계정에서 참조할 것!).

### RCA 시대 이전
- 비와 눈물(Rain and Tears / 싱글)

1968년에 출시된 아프로디테스 차일드의 싱글이다. 이 싱글은 유럽 전역에서 히트하였다.
- 666

아프로디테스 차일드가 일시적으로 다시 결성하고 1972년 제작한 앨범이다. 밴드의 앨범이지만 작곡은 전곡 반젤리스의 작품이었다.
- 지구(Earth)

1973년에 출시된 반젤리스의 실질적인 첫 정규 솔로 앨범이다.

### RCA 시대
- 천국과 지옥(Heaven and Hell)
- 반사율 0.39(Albedo 0.39)
- 나선(Spiral)

'천국과 지옥'은 1975년에 출시되었다. 반젤리스 최초로 메이저 회사 RCA에서 발매한 앨범이며, 영국 차트 31위까지 상승했다. (다음 작인 '반사율 0.39'는 영국 차트 18위를 기록했다.)
'천국과 지옥'은 1974년 예스 메인 보컬리스트 존 앤더슨이 보컬로 참여하고 있는 것으로, 제1부 제3악장의 TV시리즈 'COSMOS'의 오프닝에 사용된 것으로 유명하다.
'반사율 0.39'와 '나선'도 뉴스 프로그램의 오프닝과 버라이어티 프로그램(타로 감정 결과 발표 BGM 등)에 사용되는 등 반젤리스를 모르는 사람도 귀에 익숙한 수록곡이 많은 작품이다. 또한, '일요일 석간! 여기 데스크'의 테마곡으로 알려진 "펄스타"('반사율 0.39' 제1곡)는 후에 폴 모리아에 의해 커버 연주되었다.

### Polydor 시대
- 쇼트 스토리(Short Stories)

1979년에 발표된 존 앤더슨과의 조인트 프로젝트 "존 앤 반젤리스"의 첫 앨범. 영국 차트 4위까지 상승했다.
- 불의 전차(Chariots of Fire)

1981년 동명 영화의 음악이다. 앨범 미국 1위(브리티시 5위)가 되고, 아카데미상 정규 작곡 상을 수상했다.
- 남극 이야기(Antarctica)

1983년에 발표된 일본 영화 '남극 이야기'의 사운드 트랙이다. 이 영화가 당시의 일본 영화에서 No.1 히트를 쳤다(또한, 이 기록은 '원령공주'가 뽑힐 때까지 지속되었다).

### 워너 뮤직 시대
- 1492 콜럼버스(1492 - Conquest of Paradise)

1992년에 출시된 동명 영화의 사운드 트랙으로, 특히 유럽에서 히트했다(개요 참조).
- 블레이드 러너(Blade Runner)

1994년 출시되었다. 실제로는 사운드 트랙이지만, 부분적으로 사용되지 않는 곡이 수록 되어 있는 음반이다. 한편 메인 테마와 최종 제품의 수록이 불완전한 때문인지 형식상 반젤리스 개인 작품의 모양을 취하고 있다.
- Mythodea

2001년 출시되었다. NASA의 2001 마스 오디세이의 테마 음악이다.

### 작품과 직업에 관한 주의 사항

#### 포밍스(Forminx)
그리스에서 1964년에서 1966까지 반젤리스가 신시사이저 연주자로 재직하고 있던 팝 밴드이다.
그리스의 비틀즈라는 별명을 달았으나, 그리스 국내에서는 9장의 싱글을 발표하여 대번에 대중 음악계를 들썩이게 했다.
해외 진출을 생각하고 있어서인지, 가사는 영어로 된 것이 대부분이다.
총 22곡을 발표했지만, 그 대부분을 반젤리스가 작곡하였다.
또한 리드 보컬을 맡은 TASSOS PAPASTAMATIS가 훗날, 프랑스에서 솔로 가수로 데뷔하기 위해 노래(Days of Love)를 녹음하였다.

#### 아프로디테스 차일드(Aphrodite's Child)
포밍스 해산 후 반젤리스가 결성한 Aphrodite's Child는 'Rain and Tears', 'It's Five O'Clock', '666'의 3개 앨범과 11장의 싱글을 발표했다.

#### 영화 음악
반젤리스는 그리스 시대부터 많은 영화 음악을 담당하고 있지만, 1970년대부터 시작된 프레데릭 로시프(Frédéric Rossif, 프랑스 다큐멘터리 영화 감독)와의 공동 작업은 로시프의 죽음(1989년)까지 계속되었다. 앨범으로 정식 발매된 것은'동물의 묵시록', '야생의 제전', '야생'등이 있지만, 그 외에도 그와 많은 음악을 작곡하였다.
특히 '불의 전차'와 '블레이드 러너'가 유명하다. '불의 전차'는 빌보드 싱글, 앨범 차트에서 전미 No.1을 획득하고 있다. 이것은 반젤리스에게 유일한 No.1 싱글 겸 앨범이다. 또한 Instrumental 음악 상 유일한 부동의 No.1 앨범이기도 하다.
'블레이드 러너'는 영화의 크레딧 화면에서 OST 음반의 발매가 시사되었지만, 반젤리스 자신이 "당시 다른 음악으로 제작되었다"는 이유로 발매를 급히 거부했기 때문에 발매되지 않았다. 이후 1992년'블레이드 러너 감독판'의 개봉과 함께, 실로 10년 이상 지난 1994년, 드디어 공식 CD가 출시되었다.
"나는 자신이 영화 음악가라고는 생각하지 않는다.", "예스에 가입하면 나도 좋지만, 그런 사소한 활동에 흥미가 없다." 등의 발언에서 보이는 대로, 반젤리스는 상업적인 성공에 집착을 보이고 있지 않다. 사운드 트랙도 그대로 CD화하는 것이 아니라, 독립적인 음악 작품으로 출반되는 경우가 많다.

#### 스포츠 이벤트
올림픽을 시작으로 다양한 스포츠 이벤트가 지속되었으나, 그 중에서도 2002년 3월 싱글로 발표된 2002년 FIFA 월드컵 공식 앤섬은 유명하다. 2002년 6월 텔레비전 방송에서 자주 '온 에어'되어 일본 오리콘 차트에서 싱글 톱 10 진입에 성공했다. 주간 랭킹은 2002년 7월 제1주와 제2주 사이 6위. 신시사이저에 의한 독특한 속도감과 미래 지향적인 세계관으로 장식된 사운드는 당시 한국과 일본 양국의 월드컵 인기를 고조시키는 데 상당한 기여를 했다.
또한 아테네 올림픽 유치 활동을 위해 제작된 애니메이션 사운드 트랙과 시드니 올림픽의 폐막식, 97년 아테네에서 개최되는 세계 육상 대회 개회식 음악 등을 담당하고 있기도 하다.

## 화가
반젤리스는 또한 추상화 화가로 활동했다. 스페인 발렌시아 협찬, 이베리아 항공 후원, 발렌시아에서 성공했지만, 다른 나라에서도 개인전을 개최하였다.
- 'VANGELIS 2003년 세로 23cm * 가로 24cm ISBN 84-482-3090-6(서쪽 문 Fernando Castro Frórez, Dora Eliopoulou - Rogan, 영문 번역 Lambe & Nieto, John Davis, 반젤리스 작가의 그림 74점 수록)

## 사용 악기
반젤리스는 원칙적으로 키보드 연주자, 신시사이저 연주자이지만, 기타와 드럼도 연주하는 멀티 플레이어이며, 또한 신시사이저는 제조 연대, 제조 업체, 사양 변경과 기종을 주기적으로 업그레이드하므로 사용 악기는 다방면에 걸쳐있다. 다음은 각 앨범의 라이너 등에 의해 작성된 한 예이다.
|  | - 스타인웨이 - 피아노 '천국과 지옥'에서는 뵈젠도르퍼 피아노를 사용하고 있다. - 펜더 로즈 피아노 - 엘카 오라 랩소디 - 아뿌 - 프로 솔로 이스트 - 롤랜드 - 신시사이저 - 코르그 - 700 신시사이저 |  | - Korg 화음 앙상블 - 파피사 신디 오케스트라 - 모그 * 드럼 - 야마하 CS - 80 - 이뮬레이터 II - 플펫 5 |

## 참고

### 일본 음반 라이너 노트, 오비
|  | - 반사율 0.39(BMG빅터=BVCP-5025) - 나선/SPIRAL(BMG빅터=BVCP-5026) - 보부르/Beaubourg(BMG빅터=BVCP-5027) - 차이나/CHINA(정규=813 5632) - 대지의 제례/Soil Festivities(정규=P33P 50003) - 마스크/mask(정규=POCP-2110) |  | - 디렉트/DIRECT(BMG빅터=A32D-66) - 시티/THE CITY(eastwest records=WMC5-270) - 블레이드 러너(eastwest japan=AMCE-732) - 보이시즈/VOICES(eastwest japan=AMCE-915) - 오셔닉/OCEANIC(eastwest japan=AMCE-2056) - 오디세이/ODYSSEY(유니버설=UICZ-1106) |

### 책
- '구로 시로'의 「예스」(음악의 친구사(音楽の友社)・1979년 출간)
- 'VANGELIS' ISBN 84-482-3090-6

## 같이 보기
- 6354 반젤리스